# Condylostylus schinusei
Condylostylus schinusei är en tvåvingeart som beskrevs av Becker 1922. Condylostylus schinusei ingår i släktet Condylostylus och familjen styltflugor. Inga underarter finns listade i Catalogue of Life.